# Acidobacteriaceae
Famille
Les Acidobacteriaceae sont une famille de l’ordre des Acidobacteriales.

## Publication originale
(en) J. Cameron Thrash et John D. Coates, « Phylum XVII. Acidobacteria phyl. nov. », dans N.R. Krieg, J.T. Staley, D.R. Brown, B.P. Hedlund, B.J. Paster, N.L. Ward, W. Ludwig, et W.B. Whitman, Bergey's Manual of Systematic Bacteriology, 2nd ed., vol. 4 (The Bacteroidetes, Spirochaetes, Tenericutes (Mollicutes), Acidobacteria, Fibrobacteres, Fusobacteria, Dictyglomi, Gemmatimonadetes, Lentisphaerae, Verrumicrobia, Chlamydiae, and Planctomycetes), New-York, Springer-Verlag, 2011 (ISBN 978-0-387-68572-4), p. 728.

## Liste des genres
Selon BioLib (3 octobre 2020) :
- genre Acidobacterium Kishimoto, Kosako & Tano, 1991
- genre Chloracidobacterium Bryant & al. 2007
- genre Geothrix Coates, Ellis, Gaw & Lovley, 1999
- genre Holophaga Liesack, Bak, Kreft & Stackebrandt, 1995
- genre Terriglobus Eichorst, Breznak & Schmidt, 2007

Selon Catalogue of Life (3 octobre 2020) et ITIS (3 octobre 2020) :
- genre Acidicapsa Kulichevskaya & al., 2012
- genre Acidobacterium Kishimoto & al., 1991
- genre Bryocella Dedysh & al., 2012
- genre Edaphobacter Koch & al., 2008
- genre Granulicella Pankratov & Dedysh, 2010
- genre Telmatobacter Pankratov & al., 2012
- genre Terriglobus Eichorst & al., 2007

Selon NCBI (3 octobre 2020) :
- genre Acidicapsa Kulichevskaya & al. 2012 emend. Falagan & al. 2017
- genre Acidipila Okamura & al. 2015
- genre Acidisarcina "" Belova & al. 2018
- genre Acidobacterium Kishimoto & al. 1991
- genre Bryocella Dedysh & al. 2012
- genre Candidatus Koribacter "" Ward & al. 2009
- genre Candidatus Sulfotelmatobacter "" Hausmann & al. 2018
- genre Candidatus Sulfotelmatomonas "" Hausmann & al. 2018
- genre Edaphobacter Koch & al. 2008
- genre Granulicella Pankratov & Dedysh 2010 emend. Falagan & al. 2017
- genre Occallatibacter Foesel & al. 2016
- genre Silvibacterium Llado & al. 2016
- genre Telmatobacter Pankratov & al. 2012
- genre Terracidiphilus Garcia-Fraile & al. 2016
- genre Terriglobus Eichorst & al. 2007

Selon World Register of Marine Species (3 octobre 2020) :
- genre Edaphobacter Koch, Gich, Dunfield & Overmann, 2008